# كاستور (جبل)
كاستور (بالإنجليزية: Castor (mountain))‏ هو أحد جبال سلسلة جبال الألب بينيني وجزء من القمة الأم جبل مونتي روزا يقع في كانتون فاليز، سويسرا and فالي دا أوستا، إيطاليا. يبلغ ارتفاع الجبل حوالي 4228 متر، بينما يبلغ ارتفاع نتوء الجبل 165 متر، وقد سجل أول وصول لقمة الجبل عام 1861.